# Gekko gigante
Gekko gigante es una especie de gecos de la familia Gekkonidae.

## Distribución geográfica
Es endémica de las islas de Gigantes (Filipinas).

## Descripción
Es un reptil noctuido y arborícola.

## Etimología
El nombre de esta especie, gigante, proviene del nombre de las dos islas donde ella se acoge: isla Gigante del Sur e isla Gigante del Norte.

## Publicación original
- Brown & Alcala, 1978 : Philippine lizards of the family Gekkonidae. Silliman University, Dumaguete City, Filipinas, p. 1-146.